# Memorial Romano Scotti 2014
De 4e editie van de cyclocross Memorial Romano Scotti in Rome werd gehouden op 5 januari 2014. De wedstrijd maakte deel uit van de wereldbeker veldrijden 2013-2014. De titelverdediger was de Belg Kevin Pauwels. Niels Albert domineerde de wedstrijd van start tot finish.

## Mannen elite

### Uitslag
| Plaats | Naam                | Ploeg                         | Tijd     |
| ------ | ------------------- | ----------------------------- | -------- |
| 1      | Niels Albert        | BKCP-Powerplus                | 1u06'33" |
| 2      | Lars van der Haar   | Rabobank Development Team     | + 4"     |
| 3      | Sven Nys            | Crelan-AA Drink               | + 5"     |
| 4      | Francis Mourey      | FDJ.fr                        | + 11"    |
| 5      | Martin Bína         | KwadrO-Stannah                | + 41"    |
| 6      | Rob Peeters         | Vastgoedservice Golden Palace | + 45"    |
| 7      | Thijs van Amerongen | AA Drink                      | + 50"    |
| 8      | Tom Meeusen         | Telenet-Fidea                 | + 1'01"  |
| 9      | Corné van Kessel    | Telenet-Fidea                 | + 1'16"  |
| 10     | Bart Wellens        | Telenet-Fidea                 | + 1'19"  |

| Pos. | Punten | Pos. | Punten |
| ---- | ------ | ---- | ------ |
| 1    | 200    | 27   | 33     |
| 2    | 160    | 28   | 32     |
| 3    | 140    | 29   | 31     |
| 4    | 120    | 30   | 30     |
| 5    | 110    | 31   | 29     |
| 6    | 100    | 32   | 28     |
| 7    | 90     | 33   | 27     |
| 8    | 80     | 34   | 26     |
| 9    | 70     | 35   | 25     |
| 10   | 60     | 36   | 24     |
| 11   | 58     | 37   | 23     |
| 12   | 56     | 38   | 22     |
| 13   | 54     | 39   | 21     |
| 14   | 52     | 40   | 20     |
| 15   | 50     | 41   | 19     |
| 16   | 48     | 42   | 18     |
| 17   | 46     | 43   | 17     |
| 18   | 44     | 44   | 16     |
| 19   | 42     | 45   | 15     |
| 20   | 40     | 46   | 14     |
| 21   | 39     | 47   | 13     |
| 22   | 38     | 48   | 12     |
| 23   | 37     | 49   | 11     |
| 24   | 36     | 50   | 10     |
| 25   | 35     | 51-  | 5      |
| 26   | 34     |      |        |

2011(januari) · 
2011 (december) · 
2013 · 
2014
 Cauberg Cyclocross · 
 Cyclocross Tábor · 
 Duinencross · 
 Citadelcross · 
 GP Eric De Vlaeminck · 
 Memorial Romano Scotti · 
 Cyclocross Nommay